# Bellignat
Bellignat är en kommun i departementet Ain i regionen Auvergne-Rhône-Alpes i östra Frankrike. Kommunen ligger  i kantonen Oyonnax-Sud som ligger i arrondissementet Nantua. Kommunens areal är 7,83 km². År 2022 hade Bellignat 3 581 invånare.

## Befolkningsutveckling
Antalet invånare i kommunen Bellignat
Referens: INSEE